# 21st Century Breakdown
21st Century Breakdown är titeln på rockbandet Green Days åttonde studioalbum. Det släpptes 15 maj 2009. Albumet debuterade på plats nummer 1 i Sverige och sålde guld (20.000ex) första veckan. Albumet stannade kvar 49 veckor på Sverigetopplistan
Albumet bär vissa likheter med det tidigare albumet American Idiot; 21st Century Breakdown är också uppbyggd som en rockopera med två karaktärer, Gloria och Christian. En stor skillnad är dock att detta album inte inkluderar några långa rockmedleyn à la Jesus of Suburbia. Spår 16, 21 Guns, är den längsta låten med 5 minuter och 21 sekunder. Dessutom innehåller albumet fler låtar än föregångaren.
Albumet är indelat i tre "akter", delar, med 18 låtar totalt. Varje akt har ett eget tema.

## Kritikernas mottagande
- Musiktidningen Rolling Stone gav i sin recension albumet betyget 4.5 av 5.[3]

| ”                        | It makes American Idiot seem like a warm-up. | „ |
| – Rolling Stone magazine |                                              |   |

- Tidningen Metro gav albumet 5 av 5 och skriver "Segertåget fortsätter."[4]
- Aftonbladet gav albumet 3 av 5. "De vill för mycket."[5]
- Expressen gav albumet 4 av 5 och skräder inte orden i sin titel till recensionen: "Vår tids Beatles", "En enkel men stor rockplatta."[6]

## Singlar
- 16 april 2009, Know Your Enemy
- 25 maj 2009, 21 Guns
- 19 oktober 2009, East Jesus Nowhere
- 21 december 2009, 21st Century Breakdown
- 1 april 2010, Last Of The American Girls

## Låtlista
Akt 1: Heroes and Cons
1. "Song of the Century" (Intro)
2. "21st Century Breakdown"
3. "Know Your Enemy"
4. "¡Viva la Gloria!"
5. "Before the Lobotomy"
6. "Christian's Inferno"
7. "Last Night on Earth"

Akt 2: Charlatans and Saints
1. "East Jesus Nowhere"
2. "Peacemaker"
3. "Last of the American Girls"
4. "Murder City"
5. "¿Viva La Gloria? (Little Girl)"
6. "Restless Heart Syndrome"

Akt 3: Horseshoes and Handgrenades
1. "Horseshoes and Handgrenades"
2. "The Static Age"
3. "21 Guns"
4. "American Eulogy"
5. "See the Light"